# 129 Антигона
129 Антигона је астероид главног астероидног појаса са пречником од приближно 113 km.
Афел астероида је на удаљености од 3,476 астрономских јединица (АЈ) од Сунца, а перихел на 2,259 АЈ.
Ексцентрицитет орбите износи 0,212, инклинација (нагиб) орбите у односу на раван еклиптике 12,218 степени, а орбитални период износи 1774,210 дана (4,857 године).
Апсолутна магнитуда астероида је 7,07 а геометријски албедо 0,164.
Астероид је откривен 5. фебруара 1873. године.